# 维克托·法斯特
维克托·法斯特（瑞典語：Viktor Fasth，1982年8月8日—），瑞典男子冰球运动员，场上位置是守门员。他曾代表瑞典国家队参加2018年冬季奥林匹克运动会冰球比赛，获得第5名。